# محمد علي محسن الأحمر
اللواء محمد علي محسن الأحمر (و.1957 - ) ضابط عسكري يمني من مواليد 1957 في مديرية سنحان قرية بيت الأحمر محافظة صنعاء، أعلن يوم 22 مارس 2011 تأييده ودعمه لثورة الشباب اليمنية  لا توجد له صلة قرابة بعلي محسن صالح ولكنها علاقة عسكرية تحكمها الأقدمية في السلك العسكري.

## النشأة والتعليم والترقيات
درس الصفوف الأساسية، وحصل على الثانوية العامة. التحق بالجيش، رُقِّيَ من جندي إلى رتبة ملازم أول، ثمّ التحق بالكلية الحربية اليمنية، وحصل منها على شهادة البكالوريوس في العلوم العسكرية تدرج في الرتب العسكرية رقّيَ بعدها إلى رتبة رائد.
التحق بعدها بكلية القيادة والأركان وتخرج بعدها برتبة رائد ركن.

## العمل العسكري
تدرج في المناصب العسكرية حتى تعين قائدا للدفاع الجوي اليمني حتى عام 92 ثم عين نائب لقائد القوات الجوية لشئون الدفاع الجوي وفي العام 95 عين قائد للمنطقة العسكرية الجنوبية حتى العام 1999 ومن ثم قائد للمنطقة العسكرية الشرقية وقائدا للواء 27 ميكانيكا ثم عين نائباً لرئيس هيئة الأركان العامة لشئون القوات البرية .
كان له دور كبير في ترسيم الحدود مع سلطنة عمان والمملكة العربية السعودية حيث كان رئيس اللجنة اليمنية العسكرية لترسيم الحدود.

## الانضمام لثورة الشباب
انضم لثورة الشباب المطالبة للتغيير في يوم 22 مارس 2011 وأصدر تصريحاً أن انضمامة ليس انقلاباً إنما هو حقن لدماء اليمنيين واستجابة لمطالب الشباب الذين خرجوا يريدون حقهم في التغيير السلمي لسلطة. وكان انظمامة مفاجئاً لكل اليمنيين حيث كان يعتبر من أشد القادة الموالين للرئيس صالح وبالتحديد بعد مجزرة جمعة الكرامة التي سقط فيها حوالي 57 قتيل.